# Збройні сили Казахстану

Республіка Казахстан.

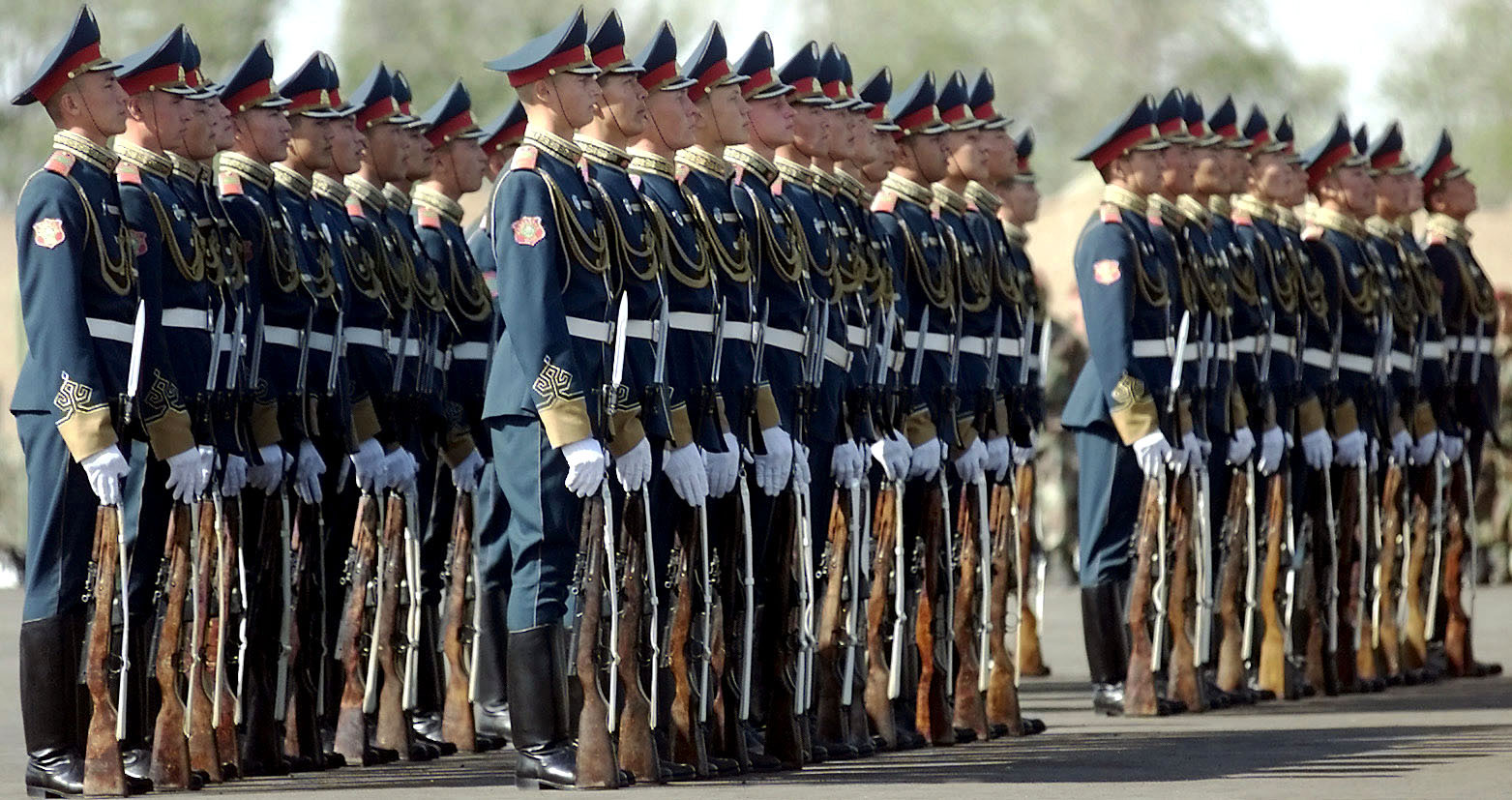
Рота почесної варти, ЗС РК, зустрічає почесних гостей, 13 вересня 2000 року

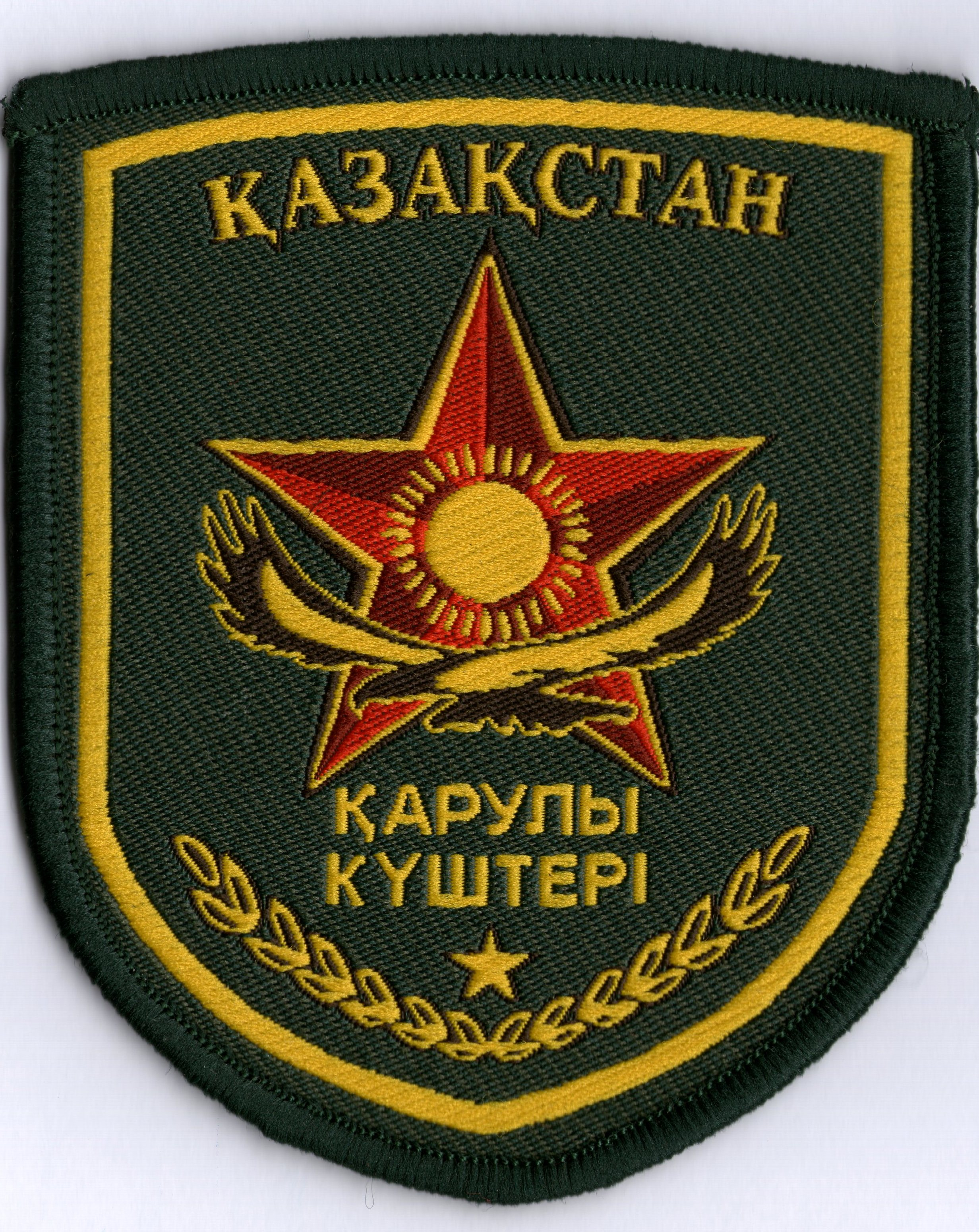
Загальновійськовий нарукавний знак Збройних сил Республіки Казахстан

Збройні сили Республіки Казахстан (ЗС РК) (каз. Қазақстанның Қарулы күштері, Qazaqstannyń qarýly kúshteri) — формування, які відповідно до Конституції країни, гарантують збереження незалежності та суверенітету держави та цілісності її сухопутної території, територіальних вод та повітряного простору та її конституційного ладу. Підпорядковуються міністру оборони Казахстану.
Були створені указом президента Республіки Казахстан 7 травня 1992 року.
Збройні сили Республіки Казахстан включають в себе органи військового управління, тил і три види збройних сил:
- Сухопутні війська
- Сили повітряної оборони
- Військово-морські сили та 2 окремі роди військ (десантно-штурмові війська та ракетні війська й артилерію).

У воєнний час до оперативного підпорядкування Комітету начальників штабів Міністерства оборони можуть бути також передані:
- Прикордонна служба РК;
- Республіканська гвардія МВС РК;
- Національна гвардія МВС РК.

 У 2012 році 84 мільярди тенге, або чверть (24,3 %) бюджету оборонних відомств, планується направити на модернізацію, відновлення, капітальний ремонт та придбання озброєння, військової та спеціальної аварійно-рятувальної техніки, техніки гасіння пожеж і сучасних систем зв'язку. Всього в 2012—2014 роках видатки на оборону складуть 1 трильйон 12 мільярдів тенге. У 2012 році — 340 мільярдів тенге, що на 81 мільярд (24 %), вище планових показників 2011 року. З них ріст в оборонній сфері складе 67 мільярдів тенге, у сфері запобігання та ліквідації НС — 14 мільярдів тенге. «Зростання в основному пов'язане із збільшенням витрат на матеріально-технічне зміцнення Збройних Сил в сфері запобігання та ліквідації надзвичайних ситуацій»— міністр Жамішев
Витрати правоохоронних органів на охорону громадського порядку та забезпечення безпеки на трирічний період складуть 1 трильйон 159 мільярдів тенге. З них у 2012 році планується витратити 406 мільярдів тенге, що більше рівня поточного року на 77 мільярдів тенге.
 Передбачені правоохоронним органам кошти в 2012 році планується направити на розвиток інформаційних систем і зміцнення матеріально-технічної бази, будівництво об'єктів Прикордонної служби на південному кордоні, госпіталю з поліклінікою МВС в Астані, об'єктів внутрішніх військ та кримінально-виконавчої системи, адміністративних будівель органів прокуратури та внутрішніх справ.— міністр Жамішев
В рамках витрат правоохоронних органів на реалізацію заходів щодо забезпечення громадської безпеки в 2012 році було додатково направлено близько 60 мільярдів тенге. З них на реалізацію заходів щодо забезпечення громадської безпеки при загрозі та виникненні кризових ситуацій — 46 мільярдів і на боротьбу з тероризмом і релігійним екстремізмом — 13,5 мільярда.
Збройні сили Казахстану формуються на основі загальновійськового обов'язку.

## Історія ЗС РК

### Радянський спадок
У складі ЗС СРСР в різні періоди, Казахстан територіально був поділений між різними військовими, прикордонними і внутрішніми округами ЗС СРСР: Сталінградський військовий округ, Степовий військовий округ, Південно-Уральський військовий округ, Туркестанський військовий округ, Середньоазійський військовий округ і так далі.
Збройні сили Казахстану створювалися на базі дислокованих на території Казахської РСР військових об'єктів, з'єднань і частин Середньоазійського військового округу ЗС СРСР, об'єднаного у 1989 році з Туркестанським військовим округом.
Армія, що дісталася незалежному Казахстану в спадок налічувала близько 200 000 особового складу та мала в своєму розпорядженні сучасну стратегічну зброю і потужний арсенал звичайних озброєнь.
Тут розміщувалися найбільші в СРСР випробувальні, космічні та ядерні полігони — Емба, Сари-Шаган (Приозерськ), космодром Байконур (також відомий як Ленінськ або Тюратам), Семипалатинський ядерний полігон.
Ракетні війська стратегічного призначення СРСР, після розпаду Радянського Союзу стали Об'єднаними стратегічними силами СНД, в Казахстані були представлені двома ракетними дивізіями шахтного базування, на озброєнні кожної з яких знаходилося по 48 установок ракет типу Р-36М, — 38-й (Державінськ) і 57-й (Жангізтобе).
До стратегічних сил також можна віднести 79-ту бомбардувальну авіадивізію (Чаган, поблизу Семипалатинська), яка була оснащена стратегічними бомбардувальниками Ту-95 — 40 літаків і 240 крилатих ядерних ракет до них.
На території Казахстану розташовувалися три бази підземного зберігання озброєння і військової техніки для сухопутних військ, що призначалася для розгортання мотострілецьких дивізій в разі війни (№ 5202 Семипалатинська, № 5203 Усть-Каменогорська і № 5204 Карагандинська) — на кожній з них знаходилося близько 200 танків, 350—400 БМП і 200 артилерійських установок — і одна база зберігання авіатехніки. Тут же розміщувалися склади військової техніки, виведеної наприкінці 1980-х — початку 1990-х зі Східної Європи.
В перші роки самостійного існування (1991—1992 роки) ЗС РК зберігали структурні одиниці колишньої Радянської Армії ЗС СРСР — окремий корпус ППО, 56-й корпус ВПС, 40-ва армія, дивізія раннього виявлення ракет і т. д.. Згодом (1992—1994) ці великі формування були скорочені, а деякі розформовані.

### Армія незалежного Казахстану

#### 1991—1992
- 1991[7][8]
  - 25 жовтня — підписано укази президента Казахської РСР Нурсултана Назарбаєва «Про утворення Ради Безпеки Казахської РСР», «Про утворення Державного комітету оборони Казахської РСР» і "Про призначення Нурмагамбетова С. К. Головою Державного комітету оборони Казахської РСР ".
  - 10 грудня — підписано Закон про перейменування Казахської РСР в Республіку Казахстан.
  - 16 грудня — Верховна Рада Республіки Казахстан прийняв Закон «Про державну незалежність Республіки Казахстан».
- 1992[7][8]
  - 13 січня — прийнятий Закон «Про прикордонні війська Республіки Казахстан».
  - 10 січня — Прийнятий Закон «Про Внутрішні війська» МВС Республіки Казахстан.
  - 16 березня — підписано Указ президента РК про створення Республіканської гвардії. Два полку Республіканської гвардії дислоковані в Акмолі (Астані) і Алма-Аті.
  - 7 травня — підписані укази президента РК про створення Збройних сил Республіки Казахстан, про перетворення Державного комітету оборони Республіки Казахстан в Міністерство оборони Республіки Казахстан, про присвоєння С. К. Нурмагамбетову військового звання генерал-полковник і про призначення генерал-полковника С. К. Нурмагамбетова міністром оборони Республіки Казахстан.
  - 1 листопада — на базі з'єднань і частин 32 армії колишнього Туркестанського військового округу створено перший в Казахстані армійський корпус зі штабом в Семипалатинську. Пізніше на його базі був сформований Східний військовий округ, реорганізований 13 листопада 2003 в нині діюче регіональне командування «Восток».

#### 1993—1998
Склад ЗС РК у 1993—1998 роках:
- Сухопутні війська
  - Управління 1-го армійського корпусу (Семипалатинськ)
    - 68-ма Червоного прапору Новгородська мотострілецька дивізія (у роки німецько-радянської війни — 372-га Червоного прапору Новгородська стрілецька дивізія) (Сари-Озек) у складі 3-х мотострілецьких, 1-го артилерійського і 1-го танкового полку; озброєння — приблизно 300 танків і 500 бойових броньованих машин (ББМ)
    - 78-ма танкова Невельська Червонопрапорна дивізія (Аягуз); озброєння — 350 танків, 290 ББМ, 150 артилерійських установок

  - 210-й гвардійський окружний навчальний Уманський ордена Суворова центр імені Карасай батиря (Отар). До 1987 року — 80-та гвардійська навчальна мотострілецька Уманська ордена Суворова дивізія
  - 35-та окрема десантно-штурмова бригада — виведена в Казахстан зі складу ГРВН (Капчагай)
  - 44-та ракетна бригада тактичних ракет (Семипалатинськ)
  - 645-й артилерійський полк (Семипалатинськ)
  - 962-й полк реактивної артилерії — установок залпового вогню (Семипалатинськ)
  - 46-та окрема мотострілецька бригада (Алма-Ата) — створена в 1997 у на базі 385-го мотострілецького полку 68-ї мотострілецької дивізії. В офіційних ЗМІ 46-та окрема мотострілецька бригада, з початку формування і до передачі до складу Аеромобільних військ в 2006 році, іменувалася як 1-ша окрема мотострілецька бригада (1-ша омсбр)[6], оскільки була першою бригадою в Історії ЗС РК, сформованою на базі полк у. 1-ша омсбр була також першим формуванням в ЗС РК, в якому в 1997 році, як експеримент, вводилася контрактна служба для рядового та сержантського складу[9].
  - 2-га окрема мотострілецька бригада (Астана) — створення формування було розпочато в 1998 році в зв'язку з Перенесенням столиці. Бригада формувалася на матеріально-технічній базі колишньої 203-ї мотострілецької дивізії, а особовий склад комплектувався з різних військових частин. До 2003 року 2-га омсбр була передана до складу Аеромобільних військ і переформована в 36-ту окрему десантно-штурмову бригаду[9].
- Сили ППО (в підпорядкуванні Сухопутних військ)
  - 272-га зенітно-ракетна бригада (Аягуз)
  - 56-та радіотехнічна бригада (Чимкент)
- ВПС
  - 11-та змішана авіадивізія
    - 129-й винищувально-бомбардувальний полк (Талдикорган)
    - 134-й винищувально-бомбардувальний полк (Жангізтобе)
    - 149-й бомбардувальний полк (Миколаївка)

  - 715-й винищувальний полк (Лугова)
  - 39-й розвідувальний полк (Балхаш)
  - 457-й змішаний літако-вертолітний полк (Алма-Ата)
  - 157-й вертолітний бомбардувальний полк (Джамбул)
  - 486-й вертолітний полк (Учарал)
  - 218-та окрема вертолітна ескадрилья (Алма-Ата)
  - 27-ма окрема вертолітна ескадрилья (Семипалатинськ)
- Сили ППО (у складі ВПС)
  - 356-й винищувальний полк (Семипалатинськ)
  - 87-ма зенітно-ракетна бригада (Алма-Ата)
  - 770-й зенітно-ракетний полк (Георгіївка)
  - 374-й зенітно-ракетний полк (Серебрянська),
  - 769-й зенітно-ракетний полк (Ленінськ),
  - 420-й зенітно-ракетний полк (Державинск).

Загальна чисельність казахстанської армії в той час, без частин ВВ МВС та Комітету національної безпеки, досягала 160—170 тис.
- 1993
  - 13 січня — прийнято Закони «Про державний кордон Республіки Казахстан» і «Про загальний військовий обов'язок і військову службу».
  - 11 лютого — затверджена перша Військова доктрина Республіки Казахстан.
  - 2 квітня — підписано указ президента РК про створення Військово-морських сил Республіки Казахстан.
  - 9 квітня — прийнятий Закон «Про оборону та Збройні Сили Республіки Казахстан».
  - 5 травня — підписано указ президента РК про присвоєння С. К. Нурмагамбетову військового звання «генерал армії».
- 1995
  - 19 травня — прийнятий указ президента «Про утворення Державного Комітету Республіки Казахстан з охорони державного кордону» (з липня 1999 г. — Прикордонна служба Комітету національної безпеки).
  - 16 жовтня — міністром оборони Республіки Казахстан призначений генерал-лейтенант А. Х. Касимов (з 8 травня 1996 року — генерал-полковник).
- 1996
  - Квітень — Казахстан отримав з Росії літаки СУ-27 і МіГ-29 в порядку компенсації за виведені в Росію стратегічні бомбардувальники.
  - 17 серпня — в місті Актау піднято Прапор Військово-Морського флоту Республіки Казахстан. Командири перших шести берегових патрульних кораблів отримали прапори для своїх кораблів.
  - 30 жовтня — генерал-полковник М. К. Алтинбаєв призначений міністром оборони, генерал-майор А. Б. Джарбулов — начальником Головного штабу ЗС РК — першим заступником міністра оборони.
- 1997
  - 14 жовтня генерал-майор Б. Є. Єртаєв призначений начальником Головного штабу ВС РК — першим заступником міністра оборони.
  - 17 листопада — видано указ президента РК про подальші заходи з реформування Збройних сил. Головний штаб ЗС РК перетворений в Генеральний штаб.
- 1998
  - Створено три види Збройних сил — Сили повітряної оборони (СПО), Сили охорони державного кордону (СОДК, включали прикордонні війська і сили берегової охорони) і Сили загального призначення (СЗП).

#### 1999—2003
- 1999
  - 7 травня — Міністерство оборони та Генеральний штаб ВСРК передислокуються у Астану.
  - 2 липня — Сили охорони державного кордону ЗС РК реорганізовані в Прикордонну службу Комітету національної безпеки РК.
  - 13 жовтня — міністром оборони призначено генерал-лейтенанта С. Б. Токпакбаєва.
- 2000
  - 10 лютого — затверджена друга Військова доктрина РК.
  - 6 липня — указом президента РК «Про структуру Збройних Сил Республіки Казахстан» внесено зміни в структуру казахстанської армії — ЗС РК повернулися до двохвидової структури (Сили загального призначення і Сили повітряної оборони). У складі Сил загального призначення виділені роди військ — Ракетні війська і артилерія і війська ППО. Створені Мобільні сили, здійснений перехід до нової військово-територіальній структури, створені військові округи, приведені у відповідність склад і дислокація військ.
  - 7 серпня — призначені командувачами військами Південного військового округу — генерал-майор А. Б. Джарбулов, Східного військового округу — генерал-лейтенант Б. Є. Єртаєв]].
- 2001
  - Лютий — указом президента РК розділені функції Міністерства оборони та Генерального штабу. Згідно з указом, начальнику ГШ підпорядковані всі види ЗС та роди військ, а також військові округи, тоді як міністр оборони виконує в основному адміністративно-політичні функції.
  - 30 березня — генерал-майор М. К. Сіхімов призначений командувачем військами Західного військового округу.
  - 12 жовтня — призначені: начальником Генерального штабу ЗС РК — першим заступником Міністра оборони — М. М. Сапаров, командувачем Мобільними силами — У. Б. Єламанов]].
  - 8 грудня — призначено нового міністра оборони — генерал М. К. Алтинбаєв.
  - 27 грудня — генерал-майор авіації К. К. Ахмадиєв призначений командувачем Силами повітряної оборони.
- 2002
  - 29 січня — призначені: генерал-майор А. Б. Тасбулатов — заступником міністра оборони, генерал-майор У. Б. Єламанов — командувачем військами Південного військового округу, генерал-майор Н. А. Джуламанов — командувачем військами Східного військового округу, генерал-майор С. А. Жасузаков — командувачем Мобільними силами ВС РК.
  - 21 лютого — на посаду командувача військами Центрального військового округу призначений генерал-майор В. А. Шацький.
  - 7 травня — присвоєно звання генерала армії М. К. Алтинбаєву.

За оцінками Міжнародного інституту стратегічних досліджень (2001 г.), на озброєнні казахстанської армії перебувало:
- 930 танків (280 — Т-62 і 650 — Т-72),
- 140 БРДМ,
- 506 БМП-1 і БМП-2,
- 84 БТР,
- 505 буксируваних артилерійських гармат (122- і 152-мм),
- 163 САУ (122- і 152-мм),
- 26 комбінованих гармат «Нона»,
- 147 реактивних установок залпового вогню,
- 145 120-мм мінометів,
- 68 100-мм протитанкових гармат,
- 12 пускових установок тактичних ракет «земля-земля»[10].

В Сили загального призначення (48,4 тис. Чол.) входили 2 армійських корпуса, 2 дивізії (танкова і мотострілецька), 5 окремих мотострілецьких бригад і інші частини. Сили повітряної оборони (СПО) до початку 2002 року перейшли на схему управління через військово-повітряні бази (прирівняні до авіадивізії), найбільшими з яких є Лугова (Джамбулска область) і Сари-Арка (Карагандинська область). Чисельність особового складу СПО становила 19 тис. осіб. На озброєнні СПО знаходилися 40 фронтових винищувачів МіГ-29, 14 штурмовиків Су-25, 25 фронтових бомбардувальників Су-24, 14 винищувачів Су-27, 43 перехоплювача МіГ-31 і 16 МіГ-25, 100 пускових зенітних установок (включаючи С-300). ЗС РК також мали в своєму розпорядженні 18 військово-транспортних літаків і 125 вертольотів (Мі-24, Мі-8, Мі-6, Мі-26).
- 2003
  - Березень — у зв'язку з початком війни в Іраку МО РК розпочало заходи щодо забезпечення військової безпеки країни. Посилено радіолокаційний контроль повітряного простору, забезпечено прикриття військ і об'єктів Західного стратегічного напрямку, Астани та інших міст винищувальною авіацією, зенітно-ракетними комплексами. Приведені в готовність сили і засоби антитерористичної, протидиверсійної, радіаційного та біологічного захисту. Створено оперативну групу з координації зусиль військ силових відомств республіки
  - Травень — розпочато перехід ЗС РК на трьох видову основу, виходячи зі сфер їх застосування: Сухопутні війська, Сили повітряної оборони, Військово-морські сили. На основі Мобільних сил утворено новий рід військ — Аеромобільні війська. Створено окремий рід військ — Ракетні війська і артилерія. Створено новий стратегічний орган управління — Комітет начальників штабів. Його начальником призначений полковник Б. К. Дарбєков. Військові округи реорганізовані в регіональні командування «Астана», «Схід», «Захід» і «Південь».
  - У вересні 2003 року Розпорядженням Президента РК призначений заступником Міністра оборони генерал-майор Б. К. Сембінов.
  - 30 вересня — командувачем Регіонального командування «Схід» призначений генерал-майор Б. Б. Джанасаєв.

#### 2004—2012
- 2004
  - Грудень 2004 — квітень 2007 — на посаду командувача військами регіонального командування «Схід» призначений генерал-майор С. А. Жасузаков.
- 2007
  - 10 січня — міністром оборони призначений Д. К. Ахметов.
  - Квітень — генерал-майор С. А. Жасузаков призначений першим заступником голови Комітету начальників штабів ЗС РК.
  - Указом Президента РК від 21 березня № 299 була затверджена нова Воєнна доктрина, яка являє собою систему основних поглядів на забезпечення воєнної безпеки держави, запобігання воєн і збройних конфліктів, розвиток і застосування Збройних Сил, інших військ і військових формувань.
- 2008
  - 6 листопада — Контр-адмірал Р. А. Комрат призначений Головнокомандувачем Військово-морськими силами ЗС РК, генерал-майор А. К. Єрніязов — командувачем військами РГК «Захід», генерал-майор А. Б. Джарбулов — командувачем військами РГК «Південь».
- 2009
  - 17 червня Д. К. Ахметов звільнений з посади міністра оборони, обов'язки тимчасово виконує генерал армії М. К. Алтинбаев[недоступне посилання з квітня 2019].
  - 24 червня міністром оборони призначено А. Р. Джаксибеков  [Архівовано 13 листопада 2014 у Wayback Machine.].
- 2011
  - Росія в рамках військово-технічного співробітництва з Казахстаном поставила 3 бойові машини підтримки танків «Термінатор» (БМПТ) і 12 машин БТР-82, 3 одиниці важких вогнеметів «Буратіно» rossija-vpervye-postavila-za-rubezh.html.
- 2012
  - Казахстан підписав лист про намір придбати 20 вертольотів Eurocopter EC725.  [Архівовано 13 листопада 2014 у Wayback Machine.].
  - Україна домовилася з Казахстаном про постачання для збройних сил 100 бронетранспортерів БТР-4 українського виробництва на суму близько 150 мільйонів доларів  [Архівовано 13 грудня 2012 у Wayback Machine.].
  - 8 військово-транспортних літаків С-295 надійдуть в збройні сили Республіки Казахстан. Перші 2 літаки були поставлені у 2013 році [недоступне посилання з квітня 2019].
  - Казахстанська компанія Kazakhstan Engineering спільно з європейською вертольотобудівною компанією Eurocopter займеться виробництвом 45 вертольотів ЕС145 .

## Керівництво ЗС РК
Джерело — Військова доктрина Республіки Казахстан .
Верховним Головнокомандувачем ЗС РК є президент країни, який здійснює загальне керівництво будівництвом, підготовкою і застосуванням військової організації, забезпеченням військової безпеки держави.
Парламент РК приймає закони з питань воєнної безпеки та оборони держави, вирішує питання війни і миру, приймає рішення про використання Збройних Сил для виконання міжнародних зобов'язань з підтримання миру та безпеки, ратифікує і денонсує міжнародні договори з питань оборони і військового співробітництва.
Уряд РК організує оснащення Збройних Сил озброєнням, військовою і спеціальною технікою, їх фінансове та матеріальне забезпечення, оперативне обладнання території країни в інтересах оборони, громадянську і територіальну оборону, визначає перелік стратегічних об'єктів, що підлягають фізичний захист, штатну чисельність Збройних Сил, порядок надання та використання для потреб оборони всіх природних ресурсів.
Міністерство оборони РК через Комітет начальників штабів здійснює централізоване керівництво Збройними Силами в мирний час, вирішує завдання, пов'язані із забезпеченням воєнної безпеки та оборони країни, координує розробку основних напрямків воєнної реформи, програм розвитку Збройних Сил, визначає їх структуру і штатну чисельність, проводить єдину військово -технічну політику в державі, здійснює міжнародне військове співробітництво.
Комітет начальників штабів Міністерства оборони РК розробляє основні напрямки воєнної реформи, плани будівництва та розвитку Збройних Сил, їх оперативної, бойової та мобілізаційної підготовки, організовує і здійснює планування застосування Збройних Сил, розробляє план оперативного обладнання території країни в інтересах оборони.
Аналогічним чином здійснюється керівництво іншими військами і військовими формуваннями, призначеними для виконання завдань військовими методами, — до них належать Республіканська гвардія, Внутрішні війська МВС РК і Прикордонна служба КНБ РК.

## Структура, чисельність і озброєння

Зони відповідальності Регіональних військових командувань (РВК) ЗС РК
РВК «Астана»
РВК «Південь»
РВК «Схід»
РВК «Захід»

Точний кількісний і якісний склад ЗС РК є секретною інформацією. Наведені нижче дані зібрані за відкритими джерелами і можуть містити суттєві неточності.  Всі дані про структуру, чисельність та озброєнні ЗС РК засновані на інформації, представленої в статті російського військового експерта А.Д Циганкова.
Армія ділиться на три види збройних сил — сухопутні війська, сили повітряної оборони і військово-морські сили, а також окремі роди військ (аеромобільні і спеціальні). До 2009 року окремим родом військ були Ракетні війська і артилерія. Спеціальні війська призначені для організації інженерного забезпечення, радіаційної, хімічного і біологічного захисту і радіоелектронної боротьби.
Міністерство оборони, управління Сухопутних військ, Сил повітряної оборони і Військово-морських сил знаходяться в Астані, Аеромобільних сил — в Алма-Аті.
У період з 2000 по 2003 рік був повністю здійснений перехід на бригадну структуру військ.
Чисельність регулярної армії РК — приблизно 70 тисяч осіб.

### Сухопутні війська

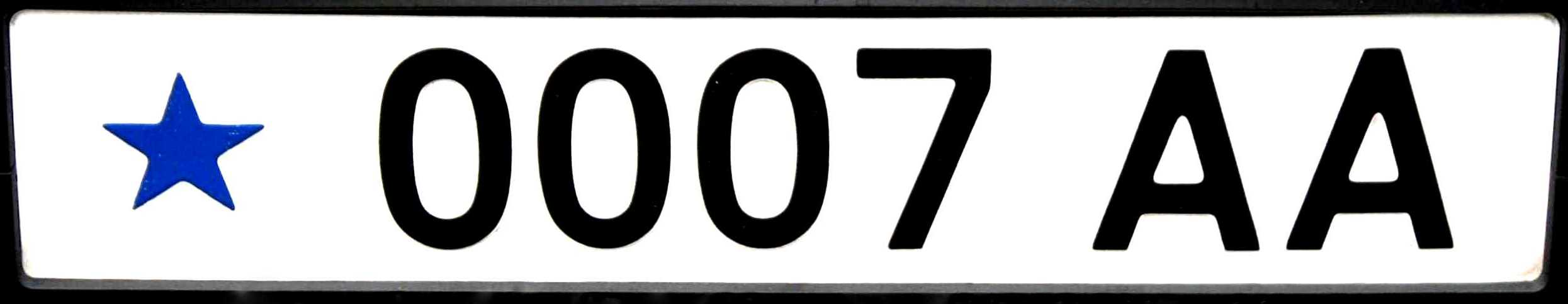
Номерний знак автомобіля Міністерства Оборони Казахстану (з синьою зіркою)

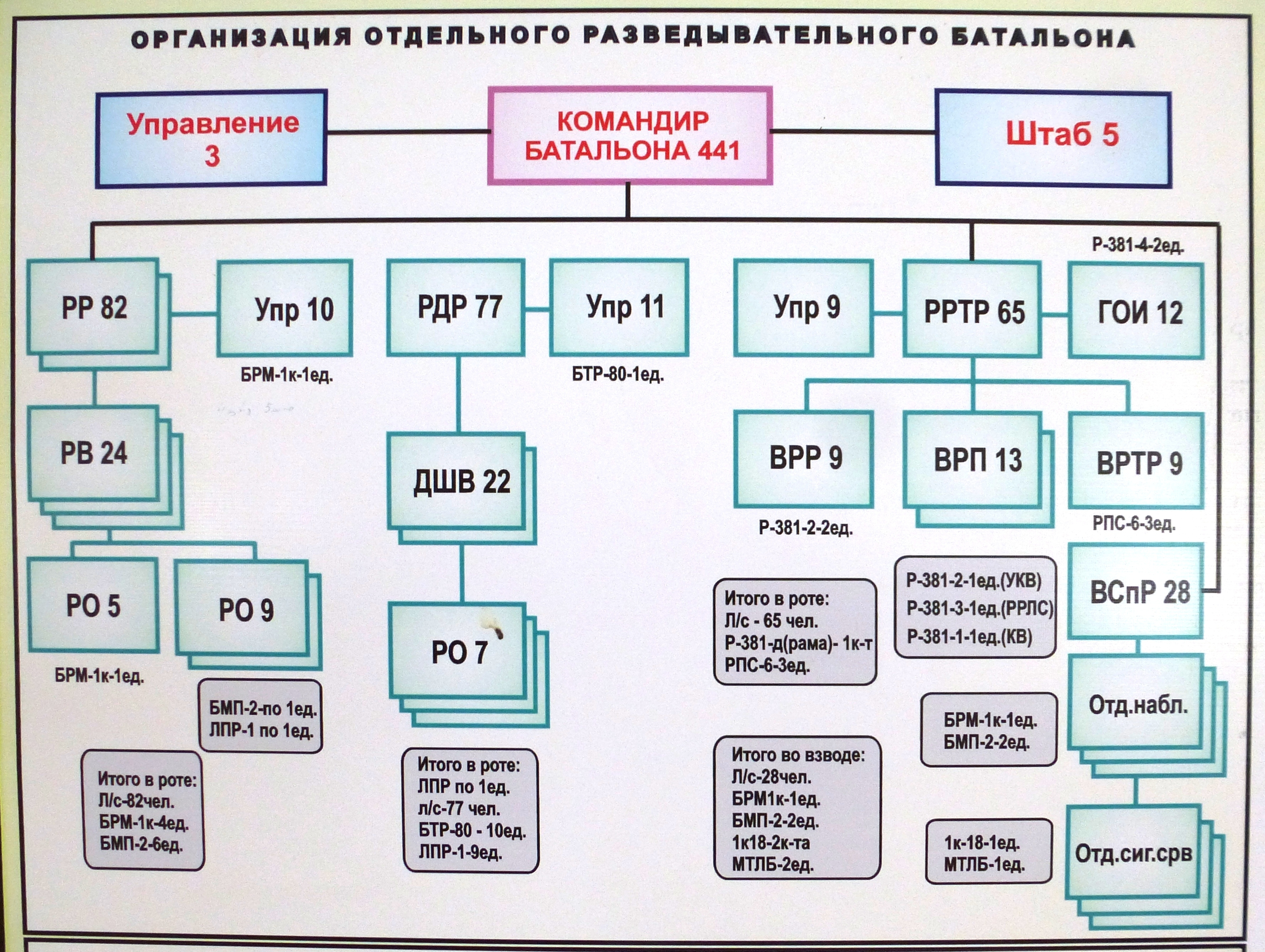
Організаційно-штатна структура окремого розвідувального батальйону Збройних Сил Республіки Казахстан

У 2001 році в Казахстані були створені чотири військові округи, які в 2003 році були перетворені в регіональні військові командування (РВК) — «Астана», «Схід», «Захід» і «Південь». Основні сили зосереджені в регіонах, де є загрози безпеки, — на сході і півдні.

21 квітня 2009 року на підставі директиви Міністра оборони Республіки Казахстан Ракетні війська і Артилерія (РВіА) увійшли до складу, новостворених, Сухопутних військ Збройних Сил Республіки Казахстан. Як окремий рід військ РВіА більше не існують і всі військові частини, що перебували раніше в їх складі, підпорядковуються регіональним військовим командуванням  (РВК).
На озброєнні казахстанської армії (згідно з даними російського військового експерта А.Цигинка) — 4900 танків (у тому числі 1550 у військах, з яких 250 — Т-62 і 1300 — Т-72); 5179 бойових броньованих машин (у тому числі 2806 у військах, з яких 140 БРДМ, 2702 БМП-1 і БМП-2, а також 104 БТР), 9282 гармат і мінометів (у тому числі 1964 буксируваних гармат (122- і 152-мм), 163 САУ (122- і 152-мм), 26 комбінованих гармат «Нона», 147 РСЗВ, 145 120-мм мінометів, 68 протитанкових 100-мм гармат, 12 пускових установок тактичних ракет «земля-земля».
Чисельність збройних сил у Казахстану — приблизно 137 тис. Чоловік (воєнізовані формування — 92 тис.). На 2006 рік Казахстан розташовував 9 омбр, 2омсбр, 4 дшбр, 1 ОБрМП, 4 реабр, 2 гсабр, 2 пабр, 2 птабр. На озброєнні складаються: 1000 танків (280 Т-62, 650 Т-72, 70 Т-90А), 140 БРДМ, 380 БМП-2 і БМП-3, 84 БТР, 40HMMWV, 305 гармат польової артилерії (122 і 152 мм), 163 САУ (122 і 152 мм), 36 комбінованих гармат "Нона «, 147 РСЗВ, 145 120-мм мінометів, 68 протитанкових 100-мм гармат, 12 пускових установок тактичних ракет» земля-земля ". Сухопутні сили — загальна чисельність близько 67 тисяч осіб. На озброєнні близько 2,5 тисячі крупнокаліберних гармат і мінометів, 295 пускових установок тактичних і оперативно-тактичних ракет, 192 пускові установки зенітних ракет, понад 100 вертольотів.
В сили повітряної оборони Казахстану входять з'єднання ВПС і ППО. Загальна чисельність особового складу — 22 тис. Чоловік. В їх розпорядженні — 40 фронтових винищувачів МіГ-29, 16 штурмовиків Су-25, 37 фронтових бомбардувальників Су-24, 65 винищувачів Су-27-30, 43 перехоплювача МіГ-31 і 16 МіГ-25, 60 пускових установок зенітних ракет (у тому числі 15 С-300).
ЗС Казахстану також мають до 30 військово-транспортних літаків, включаючи американські С-130 Геркулес. Армійська авіація представлена майже всіма типами вертольотів: 40 Мі-24, 48 Мі-8, 17 Мі-26, 20 Bell UH-1H Huey II). Вищим з'єднанням авіації є база ВПС (прирівнюється до авіадивізії). За оцінками фахівців, авіація Казахстану знаходиться на високому рівні боєготовності, середній наліт у льотчиків досягає 150 годин на рік.

### Техніка та озброєння сухопутних військ
Згідно з даними IISS The Military Balance на 2014 рік Сухопутні Війська Казахстану мали в своєму розпорядженні таку техніку.
| Т-72Б Т-72А Т-72KZ Т-62             | СРСР        | Основний бойовий танк             | 650          | Російська модернізація, посилена броня, бойовий комплекс активного захисту Штора-1, вбудований динамічний захист |  |
| Бойові машини піхоти                |             |                                   |              | |  |
| БМП-1                               | СРСР        | БМП                               | 730          | |  |
| БМП-2                               | СРСР        | БМП                               | 500          | |  |
| Рамка                               | Росія       | БМПТ                              | 10+          | (очікується наступна партія близько 30-50 одиниць) контракт на поставку 10 одиниць БМПТ «Рамка» укладений в 2010 році [10] . 3 одиниці БМПТ поставлені в 2011 році [11] [12] [13] . За даними на початок 2014 року, на додаток до вже закупленої техніки буде здійснена ліцензійна збірка деякого числа техніки з машинокомплектів, що поставляються з Росії. Виробництво планується розгорнути до 2015 року. [14] [15] . |  |
| Бронерозвідувальні машини           |             |                                   |              | |  |
| БРМ-1К                              | СРСР        | БРМ                               | 140          | |  |
| HMMWV                               | США         | БРМ                               | 51           | Тільки в миротворчих підрозділах «КазБріг». Представлені в трьох версіях: M1152 (санітарна), M1151A1 (4-дверна закрита), і M1151A1B1 (з посиленим захистом днища). |  |
| БРМ «Otokar Cobra»                  | Туреччина   | БРМ                               | 30           | |  |
| БПМ-97                              | Росія       | БРМ                               | 80           | |  |
| ГАЗ-2330 «Тигр»                     | Росія       | БРМ                               | 130          | |  |
| БРДМ-2                              | СРСР        | БРМ                               | 260          | |  |
| Бронетранспортери                   |             |                                   |              | |  |
| БТР-60                              | СРСР        | Бронетранспортер                  | приблизно 30 | Тільки в модифікації Р-145БМ |  |
| БТР-70М БТР-80 БТР-80А              | СРСР Росія  | Бронетранспортер                  | 170 180 90   | |  |
| МТ-ЛБ                               | СРСР        | Бронетранспортер                  | 180          | |  |
| БТР-82А                             | Росія       | Бронетранспортер                  | 70           | |  |
| Протитанкове озброєння              |             |                                   |              | |  |
| 100-мм протитанкова гармата МТ-12   | СРСР        | Протитанкова гармата              | 68           | |  |
| Тактичні ракетні комплекси          |             |                                   |              | |  |
| Точка (тактичний ракетний комплекс) | СРСР        | Тактичний ракетний комплекс       | 12           | Всі комплекси знаходяться на озброєнні 44-ї ракетної бригади в г. Семипалатинськ (в/ч 36803). |  |
| Реактивні системи залпового вогню   |             |                                   |              | |  |
| БМ-21 Град                          | СРСР        | РСЗВ                              | 150          | 50 на зберіганні |  |
| БМ-27 Ураган                        | СРСР}       | РСЗВ                              | 180          | |  |
| БМ-30 Смерч                         | СРСР/ Росія | РСЗВ                              | 6            | |  |
| ТОС-1А «Солнцепёк»                  | Росія       | РСЗВ                              | 3            | |  |
| Найза/ РСЗВ Широкого спектра        | Казахстан   | РСЗВ                              | 18           | |  |
| Артилерійські системи               |             |                                   |              | |  |
| 2С9 «Нона-С»/2С12 Сані              | СРСР        | 120 мм САУ/122-мм возимий міномет | 26/145       | |  |
| Semser                              | Казахстан   | 122 мм САУ гаубиця на базі Д-30   | 12           | |  |
| Айбат                               | Казахстан   | 120 мм                            | 18           | Самохідний міномет |  |
| 2С1 «Гвоздика»                      | СРСР        | 122 мм САУ                        | 120          | |  |
| 2С3 Акация                          | СРСР        | 152 мм САУ                        | 120          | |  |
| 122-мм гаубиця Д-30                 | СРСР        | 122 мм                            | 200          | Буксирована |  |
| 2А36 «Гіацинт-Б»                    | СРСР        | 152 мм                            | 180          | Буксирована |  |
| 2А65 «Мста-Б»                       | СРСР        | 152 мм гармата-гаубиця            | 50           | Буксирована |  |
| 2Б11/M-120                          | СРСР        | 120 мм міномет                    | 145          | |  |
| Тюльпан                             | СРСР        | 240 мм міномет                    | 19           | |  |

### Сили повітряної оборони

Розпізнавальний знак СПО ЗС РК.

Сили повітряної оборони виконують завдання щодо забезпечення захисту повітряного простору Республіки Казахстан, протиповітряної обороні державних, адміністративних і військових об'єктів, авіаційній підтримці інших видів і родів ЗС РК.
До складу Сил повітряної оборони ЗС РК входять:
- Військово-повітряні сили
- Війська протиповітряної оборони
- Радіотехнічні війська

У лютому 2008 року ЗМІ повідомляли про переговори між Казахстаном і Росією про можливість придбання Збройними силами Казахстану систем ППО С-300ПМУ2 «Фаворит», а в перспективі — і С-400 «Тріумф».
На озброєнні ВПС Казахстану знаходиться наступна техніка та засоби ураження: (англ.)
| Тип           | Кількість | Замовлення |
| ------------- | --------- | ---------- |
| МіГ-23        | 3         |            |
| МіГ-27        | 12        |            |
| МіГ-29        | 39        |            |
| МіГ-31        | 29        |            |
| Су-24         | 25        |            |
| Су-25         | 14        |            |
| Су-27         | 13        |            |
| Ан-12         | 1         |            |
| Ан-24 / 26    | 5         |            |
| Ан-72         | 2         |            |
| С.295         | 3         | 5          |
| Ту-154        | 1         |            |
| ЕС.145        |           | 25         |
| ЕС.725        |           | 20         |
| Мі-17         | 46        |            |
| Мі-24         | 18        |            |
| Мі-26         | 2         | 2          |
| L-39 Albatros | 20        |            |

### Військово-морські сили

Нарукавний знак ВМС ЗС РК.

Основні завдання Військово-морських сил ЗС РК:
- Захист недоторканності державного кордону, територіальної цілісності, суверенітету та економічних інтересів Республіки Казахстан в казахстанському секторі Каспійського моря.
- Охорона і оборона водних районів, портових зон, морських нафтогазовидобувних платформ і штучних островів.
- Підтримка дій сухопутних військ з моря, забезпечення морського десантування, морських перевезень, протимінна боротьба.
- Морська розвідка, радіолокаційне спостереження в море в інтересах ППО країни.
- Спільні дії з ВМС прикаспійських держав відповідно до міжнародних договорів.
- Навігаційно-гідрографічне забезпечення безпеки мореплавства.

Головна база ВМС — морський порт Актау.
До складу ВМС входять морська піхота, берегова артилерія і Каспійська флотилія.
До 2004 року вони розташовували прикордонними катерами і одним сторожовим кораблем; пізніше у України було придбано кілька катерів типу «Гриф» та 4 патрульних катери типу «Калкан».
В Баутино дислокуються 16 патрульних катерів, два тральщика, два гідрографічних катера.
В Актау і Атирау знаходяться аеродроми базування морської авіації (вертольоти Мі-8, Мі-2).
У 2006 році Південною Кореєю Казахстану передані три артилерійських катери типу «Sea Dolphin». 
У 2010 році США передало Казахстану чотири десантних катера, на безоплатній основі за програмою п'ятирічного плану співробітництва між міністерствами оборони РК і Сполучених Штатів.
Уральський завод «Зеніт» отримає замовлення від Міноборони РК на ракетно-артилерійський корабель.
 [Архівовано 13 листопада 2014 у Wayback Machine.]
У 2012 році В Уральську на воду спустили бойовий корабель «Казахстан». У ракетно-артилерійського корабля «Казахстан» повна водотоннажність близько 250 тонн. Морехідні якості корабля забезпечують безпеку ходу при штормі до 5 балів при висоті хвилі до 2 метрів, і при штормі в 7 балів при висоті хвилі до 5 метрів. Корабель оснащений ракетно-артилерійським озброєнням, сучасними засобами зв'язку, навігаційним та штурманським озброєнням.  [Архівовано 13 листопада 2014 у Wayback Machine.]
В квітні 2013 року на воду спущено ще один ракетно-артилерійський корабель — «Орал» (борт 251) проекту «Барс-МО». (https://web.archive.org/web/20141113150459/http://zenit.kz/glavnaya/raketno-artilleriyskiy-korabl-oral.html)

### Аеромобільні Війська
Аеромобільні Війська (каз. Аэроұтқыр әскерлері). Рід військ входить до складу Сухопутних Військ. Розглядаються як резерв Верховного головнокомандувача, призначалися для оперативного реагування на кризові ситуації при різких змінах військово-політичної обстановки і посилення військових угруповань. 

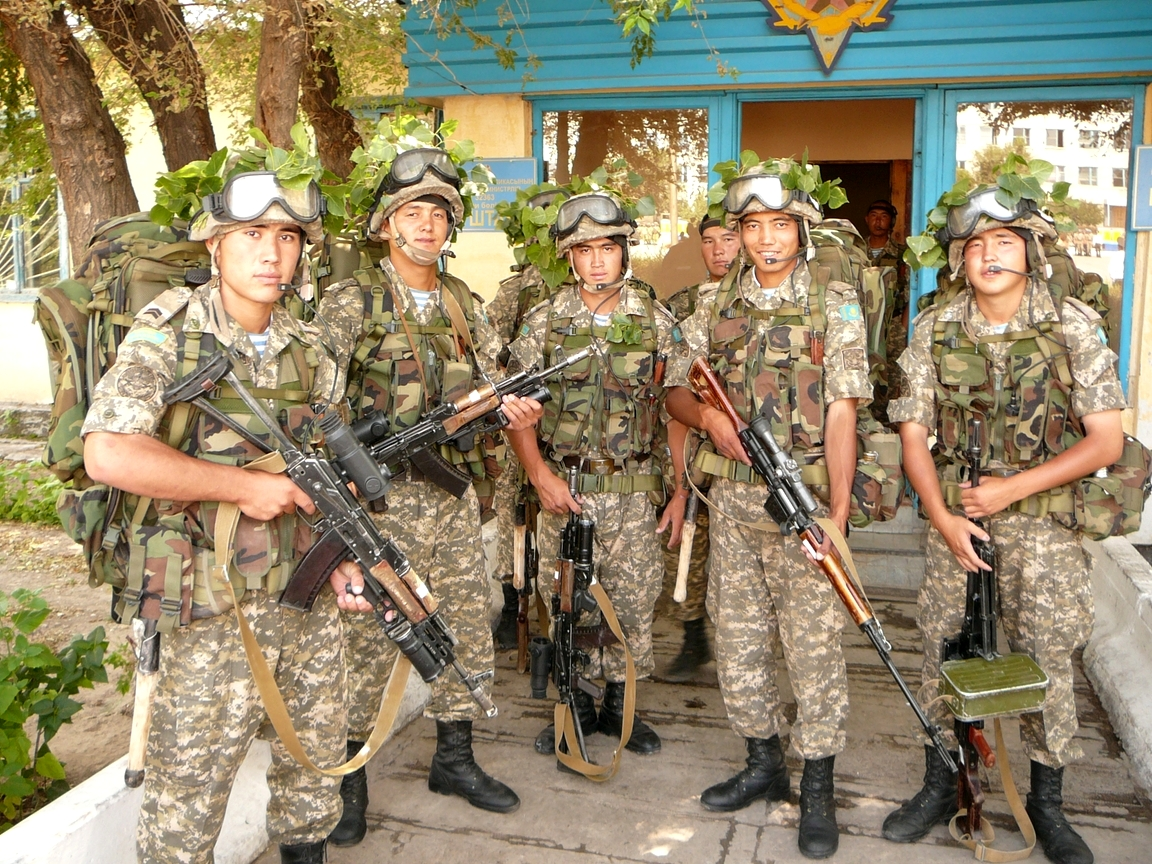
Бійці аеромобільних військ в польовий екіпіровці

Командувач аеромобільними військами — полковник Оспанов Даулет Рискулбековіч (2013 рік). Сформовані в 2000 році на базі 35-ї гвардійської окремої десантно-штурмової бригади. Чисельність — приблизно 6 тис.
На даний момент складаються з 5 бригад. Три окремі десантно-штурмові бригади (35-та в Конаєві, 36-та в Астані, 37-ма в Талдикоргані), 38-ма мотострілецька бригада в Алма-Аті, «КазБріг» — миротворча бригада підготовлена за стандартами ООН в Алма-Аті. Крім зазначених підрозділів до складу аеромобільних військ входять окремий розвідувальний батальйон в Талдикоргані і Окремий Батальйон Зв'язку в сел. Шілікемір Алматинської області 8
В аеромобільні сили також увійшов спеціальний миротворчий батальйон «Казбат» (с 2 грудня 2006 — миротворча бригада «Казбріг», що дислокується в Капшагайського гарнізоні). 

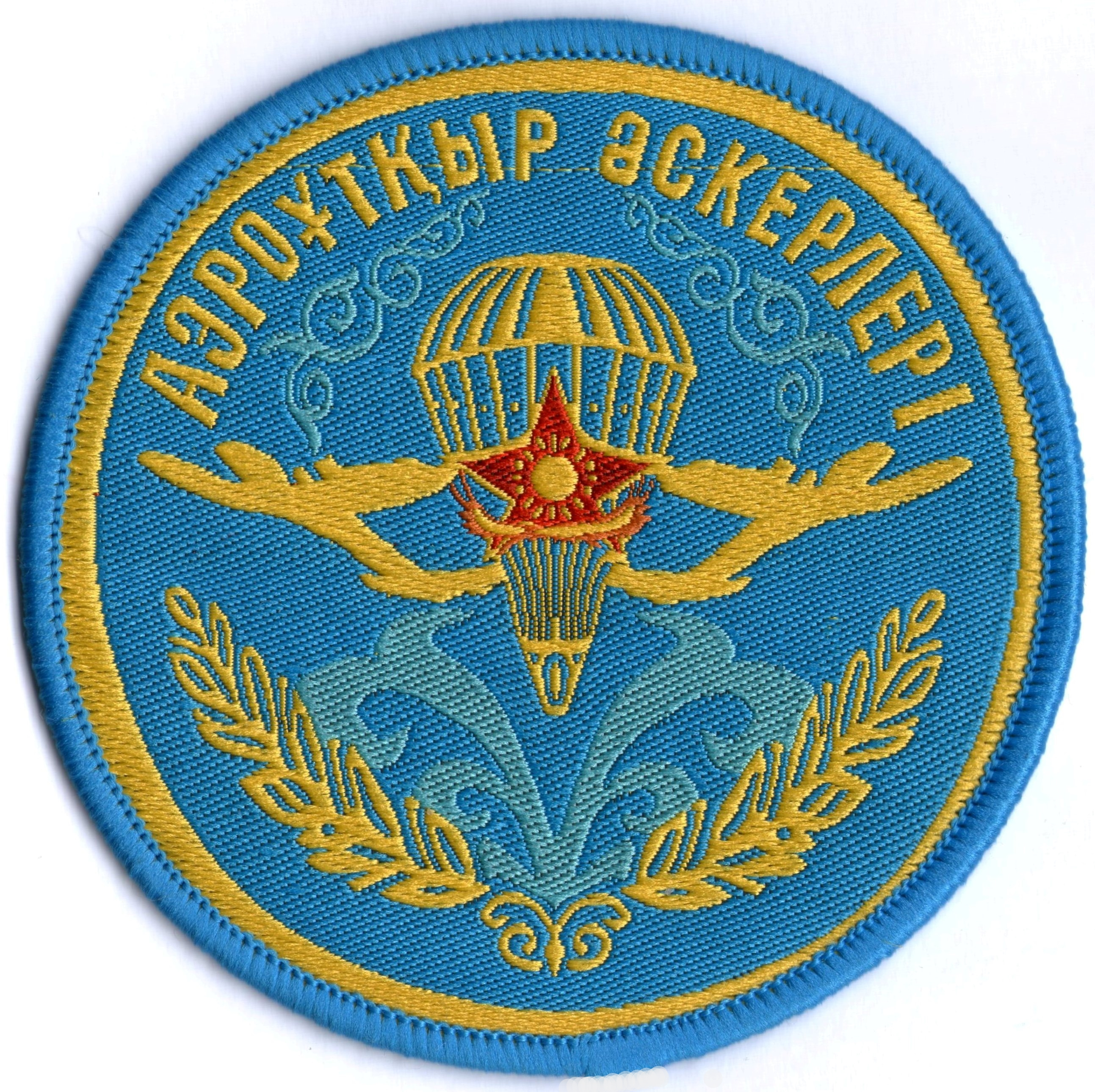
Нарукавний знак аеромобільних Військ ЗС РК

 Окремий інженерно-саперний загін спеціального призначення аеромобільних сил РК з 2003 по 2008 рр. виконував миротворчу місію у складі Багатонаціональних сил в Іраку. Основними завданнями контингенту були пошук і знищення боєприпасів, обладнання пунктів польового водопостачання, очищення води і надання медичної допомоги місцевому населенню. В ході виконання миротворчої місії один офіцер загинув і ще кілька миротворців були поранені..

### Ракетні війська і артилерія
Ракетні війська і артилерія є окремим родом військ. Включають в себе частини ракетних військ реактивної і ствольної артилерії (ракетні війська стратегічного призначення (РВСП) знищені, немає і носіїв тактичної ядерної зброї). На озброєнні знаходяться: гаубиці (Д-30, Мста-Б), РСЗВ (Град, Ураган, Смерч, Найза), ОТРК (Точка-У).

## Військова поліція в Казахстані

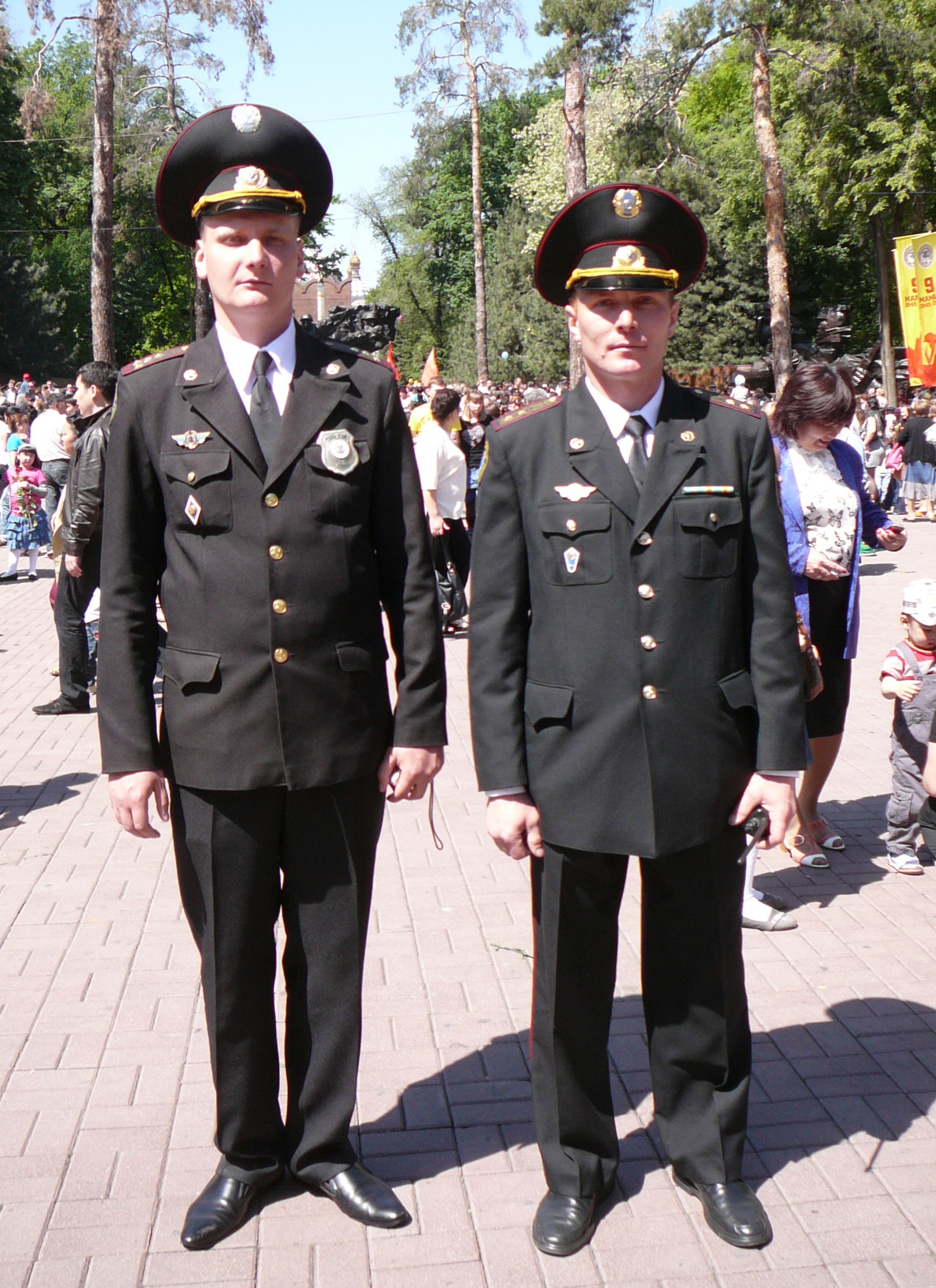
Офіцери військової поліції Казахстану.
Парадно-повсякденна форма чорного кольору

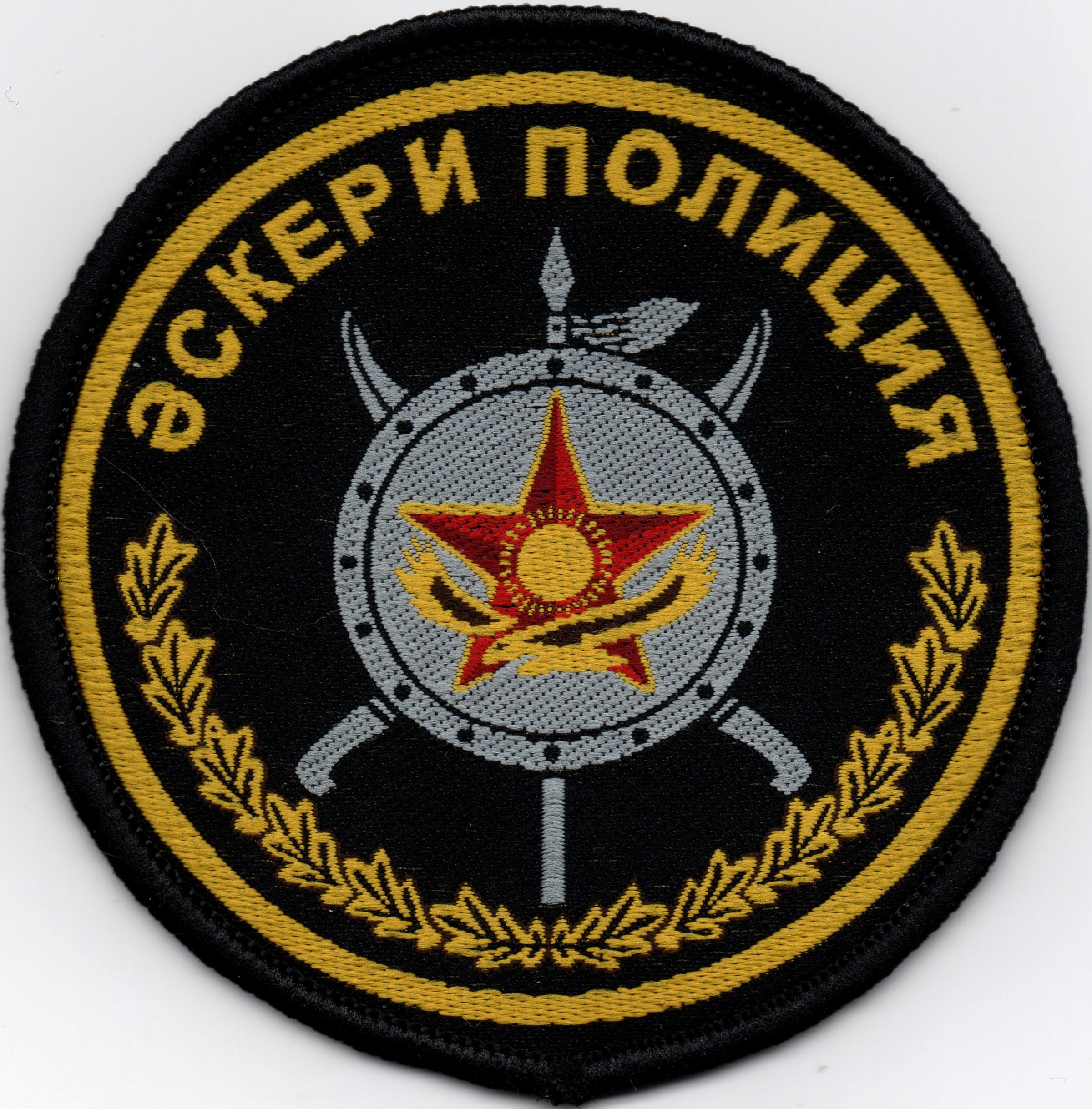
Нарукавний знак військової поліції Казахстану

Створена відповідно до Указу Президента Республіки Казахстан від 22 квітня 1997 року № 3465 «Про заходи щодо подальшого реформування системи правоохоронних органів Республіки Казахстан». 

В Міністерстві оборони і в Міністерстві внутрішніх справ була роздільно утворена військова поліція відповідно в армійських частинах і внутрішніх військах, для забезпечення правопорядку, а також здійснення дізнання по військовим злочинів.
За аналогією, в тих же зазначених цілях наказом Голови КНБ РК в 1999-му році утворена військова поліція в складі Прикордонної служби Комітету національної безпеки Республіки Казахстан.
Діяльність військової поліції регламентується Законом Республіки Казахстан «Про органи військової поліції НД РК», що визначає основні завдання військової поліції, які вийшли в лютому 2005-го.
Основними завданнями військової поліції Казахстану є:
- Забезпечення правопорядку в казахстанської армії, в інших військах і військових формуваннях Республіки Казахстан.
- Профілактика, попередження, виявлення, припинення та розкриття злочинів і правопорушень.
- Розшук військовослужбовців.
- Забезпечення безпеки дорожнього руху військових транспортних засобів (організація дорожньо-комендантської служби).

На сьогодні Військова поліція Казахстану являє собою 4 загони військової поліції , 16  регіональних відділів , 4 відділення  і  Центр підготовки фахівців військової поліції . Централізовано підпорядковані  Головному управлінню військової поліції  при МО РК, очолюваному на даний момент полковником Тимуром Дандибаевим.
11 12[недоступне посилання з липня 2019] 13 [Архівовано 13 листопада 2014 у Wayback Machine.]

## Загрози безпеці
Згідно Військовій доктрині РК, прийнятої в 2007 році, до основних загрозам військової безпеки РК віднесені:
- Зовнішні загрози:
  - Будь-яка збройна агресія будь-якого суміжної чи віддаленого держави проти Республіки Казахстан і її громадян (тобто оголошення війни проти Республіки Казахстан);
  - Наявність поблизу кордонів Казахстану вогнищ збройних конфліктів;
  - Здійснення окремими державами програм по створенню зброї масового знищення та засобів її доставки;
  - Діяльність міжнародних радикальних угруповань, посилення позицій релігійного екстремізму в суміжних країнах;
- Внутрішні загрози:
  - Протиправна діяльність екстремістських рухів зазіхаючи на єдність і територіальну цілісність Республіки Казахстан, внутрішньополітичну стабільність в країні;
  - Створення, оснащення, підготовка і функціонування незаконних збройних формувань;
  - Незаконне розповсюдження на території країни зброї, боєприпасів, вибухових та інших речовин, які можуть бути використані для диверсій, терористичних актів, інших протиправних дій;
  - Організована злочинність, контрабанда і інша протизаконна діяльність у масштабах, що загрожують економічній і політичній стабільності.[11]

## Навчання
У 2002 році на базі полігону «Сари-Шаган» Центрального військового округу пройшло стратегічне навчання збройних сил Казахстану «Щит Батьківщини-2002». Вперше в такому масштабі були залучені всі види і роди військ збройних сил; вперше спільно застосовані системи високоточної зброї («Точка-У», «Сміливець»); вперше були нанесені масовані авіаудари по умовному противнику.
16 квітня 2003 пройшли великомасштабні стратегічні навчання збройних сил республіки «Батис-2003» («Захід-2003»), були задіяні близько 5 тис. Чоловік особового складу збройних сил. Також проведені навчання «Степовий орел-2003», «Бойова співдружність-2003». У 2005—2008 роках ЗС РК провели безліч локальних навчань, в тому числі спільні навчання з НД Росії.

## Міждержавне співробітництво у військовій сфері

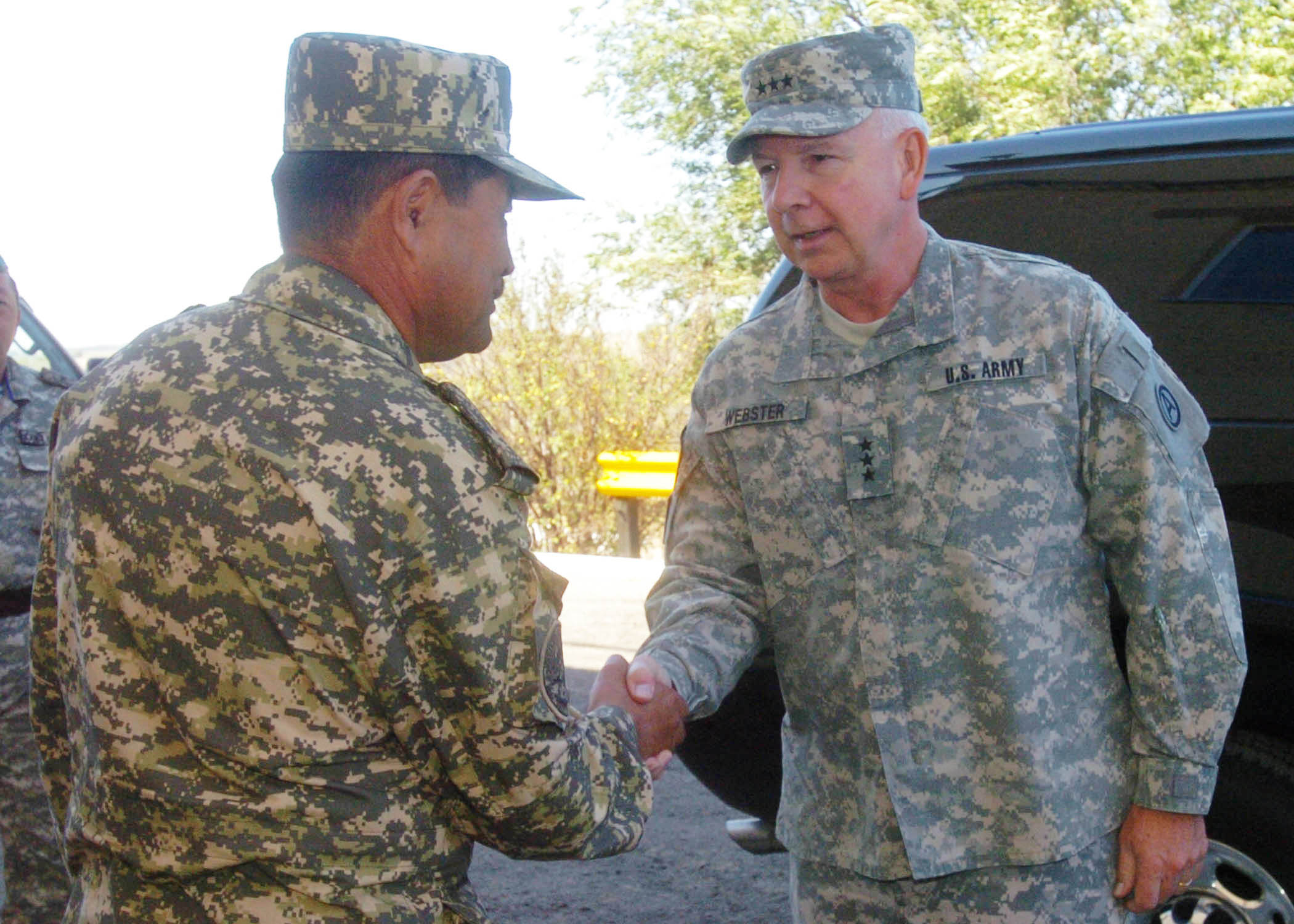
Американський генерал, в гостях, 1 жовтня 2009 року.

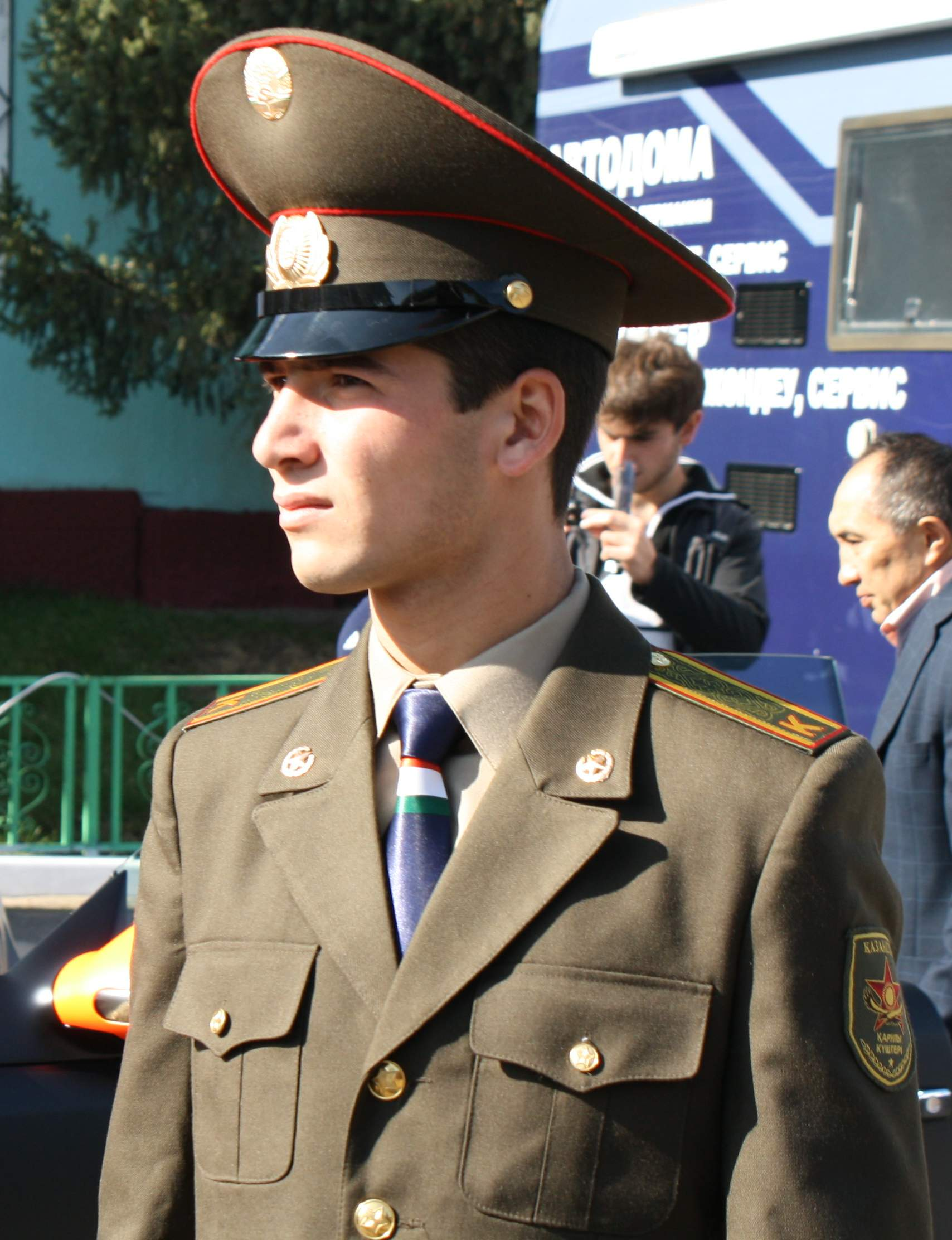
Таджикистанський курсант, який навчається у Військовому інституті Сухопутних військ (Алма-Ата). Форма одягу — казахстанська, але кокарда на кашкеті і прапор на краватці — Таджикистанський

Згідно Військовій доктрині, прийнятій у 2007 році, пріоритетними напрямками міжнародного військового співробітництва Казахстану є:
- Активізація військового та військово-технічного співробітництва з державами — членами ОДКБ, створення єдиного оборонного простору і забезпечення колективної військової безпеки;
- Поглиблення стратегічного партнерства з Росією і КНР на основі загальних військово-політичних інтересів в регіоні;
- Зміцнення співпраці з США з питань технічної модернізації ЗС, передачі військових технологій, підготовки кадрів і розвитку військової інфраструктури;
- Розширення співробітництва у військовій та військово-технічній галузях з державами Центральної Азії та іншими країнами;
- Участь в спільних навчаннях і обмін досвідом в сфері антитерористичних операцій і операцій з підтримання миру під проводом НАТО;
- Створення регіональних центрів у рамках програми «Партнерство в ім'я світу»;
- Участь військових формувань в операціях з підтримання миру під егідою ООН.

Особлива увага приділяється співробітництву з державами-учасниками ОДКБ в рамках коаліційної військового будівництва в інтересах забезпечення спільної безпеки і колективної оборони.
Військові вузи Казахстану готують спеціалістів та для держав-учасників ОДКБ. В Національному університеті оборони (Щучинськ) і Військовому інституті Сухопутних військ (Алма-Ата) навчаються слухачі та курсанти з Таджикистану і Киргизстану.

### Регіональне співробітництво (Центральна Азія)
25 жовтня 1995 року було підписано угоду Казахстану, Киргизстану, Росії і Таджикистану з КНР про заходи по зміцненню довіри у військовій області в районі колишньої радянсько-китайського кордону.
15 грудня 1995 року президенти Казахстану, Киргизстану і Узбекистану підписали документ про організацію та формуванні під егідою ООН колективного миротворчого батальйону «Центразбат».
10 січня 1997 року в Бішкеку було підписано Договір про вічну дружбу між Казахстаном, Киргизстаном та Узбекистаном.
24 квітня 1997 року в Москві було підписано угоду між Казахстаном, Киргизстаном, Росією, Таджикистаном і КНР про взаємне скорочення збройних сил у районі кордонів.
28 березня — 2 квітня 2000 року — на військовому полігоні поблизу таджицько-афганського кордону проведено спільні командно-штабні навчання «Південний щит Співдружності — 2000» за участю військових підрозділів Казахстану, Киргизстану, Росії, Таджикистану та Узбекистану.
2-6 квітня 2001 року — на півдні Киргизстану проведено спільні командно-штабні навчання з органами управління, військами і силами держав Центральної Азії і Росії «Південний щит Співдружності-2001». Відпрацьовувалися питання відображення угрупованням коаліційних сил СНД нападу бандформувань.
24-25 квітня 2001 року — в рамках «Програми по боротьбі з міжнародним тероризмом та іншими проявами екстремізму на період до 2003 року» на півдні Киргизстану пройшли командно-штабні навчання «Південь-Антитерор-2001».
4 квітня 2000 року — Казахстан, Киргизстан, Таджикистан і Узбекистан підписали Договір про спільні дії по боротьбі з тероризмом, політичним і релігійним екстремізмом.
22-24 серпня 2001 року- в місті Бішкек, Ошській і Баткенській областях Киргизстану проведена командно-штабне тренування «Достук-2001» на тему «Підготовка та участь Колективних сил швидкого розгортання в спільних діях по знищенню бандформувань в регіоні».

### Організація договору про колективну безпеку
15 травня 1992 року Казахстан спільно з Вірменією, Киргизстаном, Росією і Таджикистаном підписав Договір про колективну безпеку(ДКБ).
2 квітня 2001 року парламентом РК ратифіковано Угоду про основні принципи військово-технічного співробітництва між державами-учасницями Договору про колективну безпеку.
8-13 жовтня 2001 пройшли командно-штабні військові ігри за участю оперативних груп НД держав-учасників ДКБ і представників робочих органів СНД і ДКБ.
7 лютого 2009 на саміті країн ЄврАзЕС і ОДКБ було прийнято рішення про створення угруповання Колективних сил оперативного реагування, скорочено КСОР. КСОР призначені для оперативного реагування на військові і прикордонні конфлікти, припинення спроб терористичних актів, протидії нелегальному обігу наркотиків та іншим видам організованої злочинності. До складу КСОР увійдуть спецпідрозділу МВС, МНС, міграційних служб і відомств по боротьбі з нелегальним обігом наркотиків і тероризмом. Казахстан і Росія будуть складати основний кістяк КСОР, при цьому Росія надасть повітряно-десантну дивізію і десантно-штурмову бригаду (близько 8 тис. Військовослужбовців). Казахстан буде представлений десантно-штурмовою бригадою (до 5 тис. Військовослужбовців). Загальна чисельність КСОР складе понад 15 000 чоловік.

### СНД
10 лютого 1995 глави Вірменії, Білорусі, Грузії, Казахстану, Киргизстану, Росії, Таджикистану, Туркменістану, Узбекистану та України підписали "Угоду про створення Об'єднаної системи протиповітряної оборони держав-учасниць СНД (ОС ППО СНД) ".
З 1998 року на полігоні Ашулук (Астраханська область) в рамках Договору про ОС ППО СНД проводяться регулярні щорічні навчання «Бойова співдружність» за участю сил ППО Білорусі, Казахстану, Киргизстану і Росії.

### Миротворчі операції під егідою ООН
15 грудня 1995 президенти Казахстану, Киргизстану й Узбекистану підписали документ про створення батальйону миротворчих військ ООН «Центразбат».
2 грудня 2006 в Капшагайського гарнізоні відбулася презентація казахстанської миротворчої бригади (Казбріг), сформованої на базі миротворчого батальйону (Казбат). Бригада є миротворчим формуванням, призначеним для виконання зобов'язань Республіки Казахстан з підтримання міжнародного миру і безпеки спільно з країнами-партнерами. Входить до складу Аеромобільних сил.
Згідно Військовій доктрини, прийнятій у 2007 році, миротворча діяльність розглядається як «найважливіша складова частина політики по зміцненню колективної та національної безпеки, … один з основних інструментів раннього виявлення та своєчасного запобігання політичними засобами назріваючих військово-політичних криз і воєнних конфліктів», що має своєю метою «припинення збройного конфлікту та створення умов, що сприяють його політичного врегулювання».
Для розвитку свого миротворчого потенціалу в Казахстані намічено створити регіональний миротворчий центр з посиленою інженерно-саперної та медичної складовими.
Згідно Військовій доктрини, завдання миротворчого контингенту можуть включати в себе:
- Блокування району конфлікту з метою забезпечення виконання санкцій, прийнятих міжнародною спільнотою;
- Роз'єднання збройних угруповань конфліктуючих сторін та їх роззброєння;
- Забезпечення режиму припинення вогню і встановлення миру, запобігання поновлення воєнних дій;
- Розмінування місцевості, ліквідацію фортифікаційних споруд і наслідків застосування зброї масового знищення;
- Контроль місцевості і дій населення в зоні роз'єднання, протидія безладів;
- Сприяння місцевим органам влади (правоохоронним органам) у підтримці правопорядку, забезпечення безпеки осіб, які повернулися в місця колишнього проживання.[11]

### Партнерство з НАТО
- З 1994 року Казахстан є учасником Програми НАТО «Партнерство заради миру». З 1996 року Казахстан бере участь у щорічних навчаннях в рамках цієї програми (навчання «Центразбат»). Перші такі навчання за участю військовослужбовців Центразбата відбулися в серпні 1996 р на базі морської піхоти США в штаті Північна Кароліна.
- З 2002 року Казахстан починає співпрацювати з НАТО на основі Індивідуального Плану Партнерства. Основним геополітичним підставою партнерства Казахстану (ІПДП) з НАТО є противагу спробам геополітичного (потенційно військового) тиску з боку Росії і Китаю, а також захист тюркського світу в регіоні (Киргизстану, Узбекистану, Туркменії і Туреччини) від нього, і навпаки членство в ОДКБ і структурах ШОС покликані захищати РК від гіпотетичного тиску чи агресії заходу. У будь-якому випадку згідно індивідуальним планом партнерства з НАТО, Казахстан автоматично, стає постійним членом організації в разі агресії проти нього з боку Росії або Китаю. Все це вписується в рамки багатовекторної політики президента і парламенту Казахстану.

### Участь в акціях багатонаціональних сил
- Таджикистан. Серпень 1992 — лютий 2001 року. — Згідно з рішенням керівництва ОДКБ зведений казахстанський батальйон знаходився в Гірському Бадахшані і виконував бойове завдання з охорони таджико-афганського кордону в кризовий період після початку Громадянської війни в Таджкістане. Спільно з казахстанським батальйоном, на суміжних ділянках подібні завдання вирішували узбецький і киргизький батальйони. Спочатку восени 1992 в Таджикистан відправили один десантно-штурмовий батальйон без техніки в кількості 300 бійців від 35-ї окремої гвардійської десантно-штурмової бригади, дислокованої в р. Капчагай. З весни 1993 сформували зведений батальйон з 3-х стрілецьких рот без штатної авто- і бронетехніки від трьох силових відомств. Було прийнято в Таджикистан відправляти зведений стрілецький батальйон терміном на 3 місяці — поперемінно одну зведену роту від 68-ї мотострілецької дивізії з Сариозек або від управління прикордонних військ, одну роту від 35-ї огдшбр і одну роту від полку оперативного призначення внутрішніх військ з Шимкента. Надалі організаційна структура Окремої зведеного стрілецького батальйону Республіки Казахстан була змінена і набула наступного вигляду: дві роти від прикордонних військ (по одному взводу від кожного прикордонного загону), дві роти від Сухопутних військ ЗС РК (по одній роті від 68-ї мотострілецької дивізії і від 210-го гвардійського окружного навчального центру) і одна рота від внутрішніх військ МВС. Управління та штаб батальйону, як правило, комплектувалися офіцерами прикордонних військ.

Бойова задача казахстанських військових у Таджикистані полягало в посиленні блокпостів і застав прикордонних загонів РФ спочатку в м Хорог, а потім в н.п. Калаи-Хумб. Там же НД РК зазнали перших і поки найважчі втрати за всю свою історію за підсумками одного бою. 7 квітня 1995 року в Пшихаврській ущелині Паміру. Рота військовослужбовців внутрішніх військ під час маршу потрапила в засідку і прийняла нерівний бій з противником. 17 людей загинули, ще 33 солдати отримали поранення. Все за час перебування в Таджикистані, в ході бойових дій зведений казахстанський батальйон втратив убитими і безвісти зниклими 54-и бійця.
- Ірак. Серпень 2003 — Листопад 2008. — інженерний саперний загін (по штату інженерно-саперний взвод розмінування) казахстанського миротворчого батальйону (Казбат) під командуванням підполковника К. Смагулова в кількості 27 чоловік прибув в Ірак і приступив до діяльності в складі Міжнаціональних коаліційних сил з підтримки миру і безпеки. Головні завдання складали розмінування доріг і поселень, очищення питної води, медична допомога населенню та колегам по коаліції, підготовка іракських фахівців. Ротація особового складу здійснювалася кожні півроку. В листопаді 2008 місія в Іраку була завершена, втрати казахстанського контингенту склали 1 військовослужбовця загиблим і не менше 6 пораненими і травмованими.

### Без'ядерний статус
У 1991 року, після розпаду Радянського Союзу, що отримав незалежність Казахстан несподівано опинився власником величезних запасів стратегічної зброї і потужного ядерного арсеналу.
На території Казахстану знаходилися найбільші в СРСР випробувальні, космічні та ядерні полігони — Емба, Сари-Шаган (Приозерськ), Байконур (також відомий як Ленінськ або Тюратам), Семипалатинський полігон.
Ракетні війська стратегічного призначення СРСР, після розпаду Радянського Союзу стали Об'єднаними стратегічними силами СНД, в Казахстані були представлені двома ракетними дивізіями шахтного базування, на озброєнні кожної з яких знаходилося по 48 установок ракет СС-20, — 38-й (Державинск) і 57-й (Жангізтобе).
До стратегічних сил також можна віднести 79-ту важкобомбардирувальну авіадивізію (Чаган, поблизу Семипалатинська), яка була оснащена стратегічними бомбардувальниками Ту-95 — 40 літаків і 240 крилатих ядерних ракет до них.
13 грудня 1993 року Верховна Рада РК прийняв постанову «Про приєднання до Договору про нерозповсюдження ядерної зброї». Підписано угоду між РК і США про знищення шахтних пускових установок МБР, ліквідації наслідків аварійних ситуацій та запобігання розповсюдженню ядерної зброї.
У 1994 року Казахстан, Росія, Велика Британія та США підписали Меморандум про гарантії безпеки у зв'язку з приєднанням Казахстану до Договору про нерозповсюдження ядерної зброї. Пізніше до гарантій приєдналися Китай і Франція.
27 травня 1995 року у штольні колишнього Семипалатинського ядерного полігону був знищений останній ядерний заряд.
В 1996 року з Казахстану в Росію були виведені стратегічні бомбардувальники.
У вересні 1996 року відповідно до Договору про скорочення наступальних озброєнь (СНО-1) і Лісабонським протоколом закінчені роботи по демонтажу МБР і шахтних пускових установок в Жангізтобе (а незабаром і в Державінська). В Росію були виведені обидві дислоковані тут дивізії російських Ракетних військ стратегічного призначення.
30 вересня 1996 року Казахстан приєднався до Договору про загальну заборону ядерних випробувань.
В липні 2000 року на колишньому Семипалатинському випробувальному полігоні була знищена остання штольня для ядерних випробувань.

### Двосторонні контакти

#### Росія
- Березнь 1994 року — підписано Договір про військову співпрацю між Росією і Казахстаном.
- 14-18 липня 1997 року — в Самарській області проведено російсько-казахстанське стратегічне командно-штабне навчання «Редут-97». Відпрацьовувалися питання організації та застосування коаліційного угруповання військ.
- 7-10 липня 1998 року- спільне стратегічне командно-штабне навчання «Достик-98» за участю органів управління та військ Казахстану, Киргизстану та Росії.
- 6 — 7 червня 2002 року — у Москві відбулися переговори міністрів оборони Росії та Казахстану, де були обговорені питання реалізації спільних рішень Президентів обох країн з військово-технічного співробітництва. Підготовку військовослужбовців Казахстану у військових навчальних закладах Росії на пільгових умовах вирішено почати з 1 вересня 2002 Погоджено перелік озброєння і військової техніки, що поставляються Казахстану. Досягнуто домовленості про проведення спільних навчань в Каспійському регіоні.

#### КНР
- 2001—2002 року — КНР посприяла в організації вивчення китайської мови в Лінгвістичному центрі Міністерства оборони РК.

#### США
- Крім спільних миротворчих навчань в рамках Програми НАТО «Партнерство заради миру», з 1998 року проводяться регулярні спільні казахстансько-американські навчання «Баланс — Каяк-98», де відпрацьовуються питання взаємодії військово-медичних підрозділів.
- Липень 1999 року — в урочищі Чимбулак поблизу Алма-Ати проведено спільні казахстансько-американські навчання «Жарден-99», в ході яких відпрацьовувалися питання взаємодії органів управління та підрозділів Мобільних сил і спеціальних сил ЗС РК і США з планування, підготовки та проведення операцій миротворчого та гуманітарного характеру, а також завдань з підтримки миру в зоні конфлікту, вдосконаленню штабний, професійної та польової виучки органів управління та особового складу.
- 22 березня 2002 року — на базі однієї з частин Південного військового округу проведено спільні навчання «Жарден-2002» за участю гірничо-єгерського підрозділи округу і підрозділи армії США. В ході навчання були відпрацьовані завдання, пов'язані з рятувальною, гірничої та медичною підготовкою.
- 19 квітня 2002 року — відбулося перше засідання спільної казахстансько-американської робочої групи з питань співробітництва в області оборони і безпеки. В ході засідання було розглянуто широке коло питань, пов'язаних з регіональною безпекою, проектами по зміцненню та розвитку інфраструктури ЗС РК, розширенням навчання казахстанських військовослужбовців в США.
- 28 квітня 2002 року — в Астані відбулася зустріч президента РК Н. Назарбаєва з міністром оборони США Д. Рамсфельдом. Обговорено питання про використання Алматинского аеропорту на випадок аварійних ситуацій з американськими військовими літаками, які беруть участь в антитерористичній боротьбі в Афганістані. Президент запропонував у цих цілях використовувати і аеродроми Шимкента і Луговий. Підтверджено участь Казахстану в роботі штабу антитерористичної коаліції.
- 8 — 12 липня 2002 року — відбулися казахстансько-американські переговори по військовій співпраці. Узгоджені питання збільшення фінансування США активізації навчання казахстанських військовослужбовців у військових навчальних закладах США, а також зміцнення матеріально-технічної бази ЗС РК, розвитку їх Мобільних сил при матеріальної та фінансової допомоги США.
- 20-21 серпня 2002 року — Астану відвідав головнокомандувач Центральним командуванням США генерал Томмі Френкс. На переговорах були розглянуті питання, пов'язані з регіональною безпекою, зміцненням і розвитком інфраструктури Західного військового округу, Мобільних сил ЗС РК. Досягнута домовленість про розширення, починаючи з 2003 року, підготовки військових кадрів Казахстану в елітних навчальних закладах США, зокрема в Національному університеті оборони, академіях Вест-Пойнт, Колорадо.
- 14 — 17 листопада 2002 року — міністр оборони РК генерал армії М. К. Алтинбаев відвідав США на запрошення міністра оборони Д. Рамсфельда.
- Липень 2003 року- в Казахстані під керівництвом голови Комітету начальників штабів проведені перші казахстансько-американські військові навчання «Степовий Орел — 2003».
- Вересня 2003 року — підписано п'ятирічний план двостороннього співробітництва оборонних відомств РК і США, що охоплює співпрацю в боротьбі з міжнародним тероризмом, розвиток миротворчих сил, зміцнення Сил повітряної оборони, Аеромобільних сил ЗС РК і військової інфраструктури Каспійського регіону. Досягнута домовленість про створення центру антитерористичної підготовки, оснащенні гірничо-єгерського батальйону і Казбата ЗС РК технікою та обладнанням американського виробництва. Йдеться про постачання Казахстану вертольотів, літаків, кораблів та автомобілів високої прохідності «Hummer».

#### Туреччина
- 3 серпня 2001 року в Казахстані відкрилося військово-технічне представництво Генерального штабу ЗС Туреччини.
- Туреччина є одним з найголовніших стратегічних союзників Казахстану поряд з Росією. Казахстан отримує від Туреччини військову техніку, таку як броне-машини Отакан-Кобра, військові карети швидкої медичної допомоги, а за не підтвердженими даними і важку бронетехніку з вертольотами Кобра.

#### Німеччина
В жовтні 2001 року підписано міжвідомчу Угоду про співпрацю з Німеччиною у військовій області, що передбачає регулярний обмін інформацією в різних аспектах військової діяльності, таких як законодавство і право, контроль над озброєнням, управління і соціальне забезпечення, організаційна структура та методи планування розвитку збройних сил, медицина, охорона навколишнього середовища.

#### Словаччина
У квітні 2008 року Словаччина і Казахстан підписали угоду про військове співробітництво. Зокрема, угода передбачає навчання офіцерського складу збройних сил Казахстану на курсах в місті Липтовски Мікулаш і на базі центру «партнерство заради миру» НАТО, а також проведення стажування казахстанських військових медиків у центральному військовому госпіталі Словаччини в місті Ружомберок.

#### Ізраїль
Угоду про двостороннє військово-технічне співробітництво підписано 20 січня 2014 року під час офіційного візиту міністра оборони Адильбека Джаксибекова в Ізраїль. З ізраїльського боку угоду підписав міністр оборони Моше Яалон